# Gąska mydlana

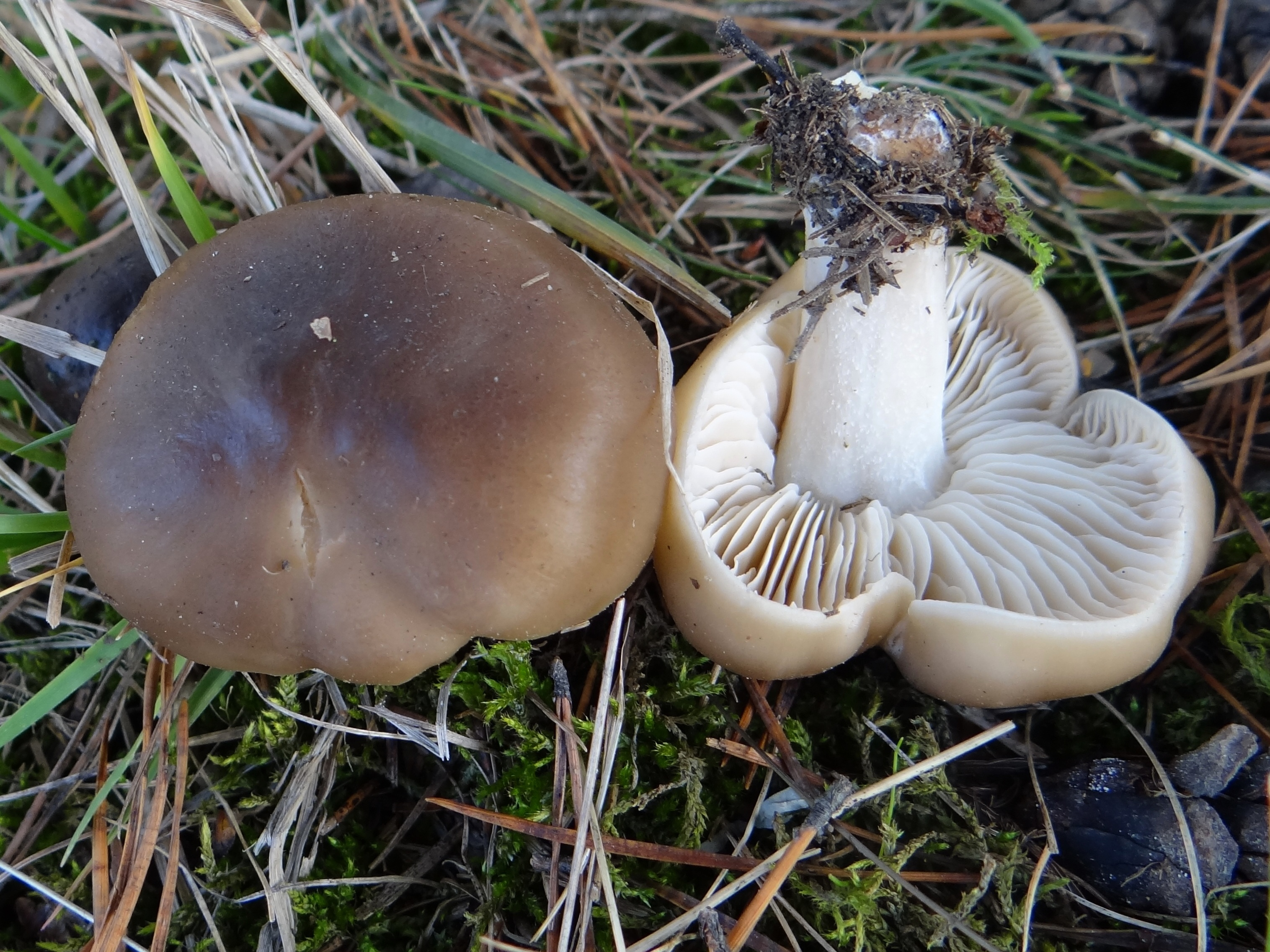

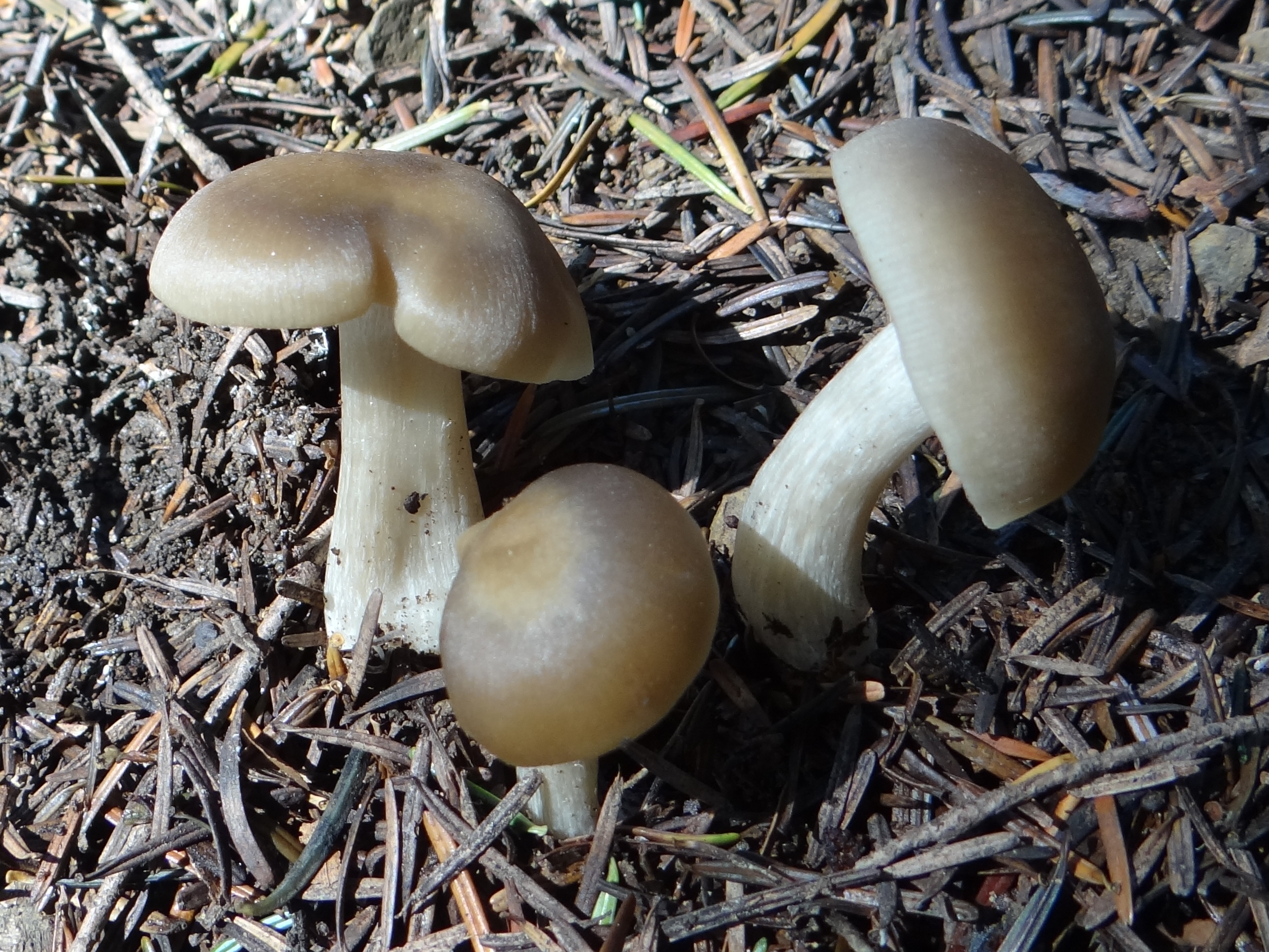

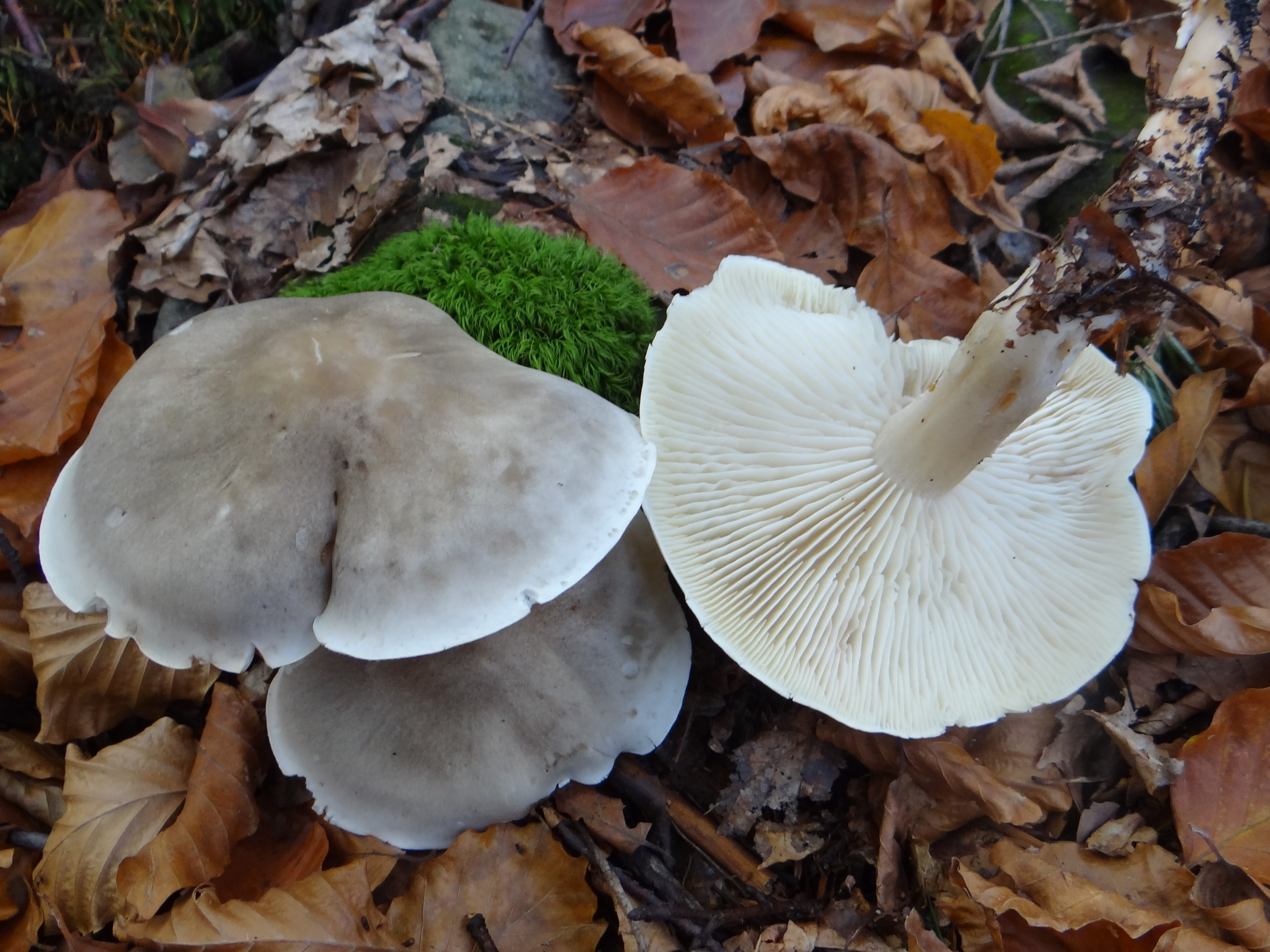

Gąska mydlana (Tricholoma saponaceum (Fr.) P. Kumm.) – gatunek grzybów należący do rodziny gąskowatych.

## Systematyka i nazewnictwo
Pozycja w klasyfikacji według Index Fungorum: Tricholoma, Tricholomataceae, Agaricales, Agaricomycetidae, Agaricomycetes, Agaricomycotina, Basidiomycota, Fungi.
Po raz pierwszy takson ten zdiagnozował w 1818 roku Elias Fries nadając mu nazwę Agaricus saponaceus. Obecną, uznaną przez Index Fungorum nazwę nadał mu w 1871 roku P. Kumm., przenosząc go do rodzaju Tricholoma. Niektóre synonimy:

- Agaricus atrovirens Pers. 1801
- Agaricus atrovirens Pers. 1801 subsp. atrovirens
- Agaricus napipes Krombh. 1836
- Tricholoma saponaceum var. lavedanum Rolland
- Tricholoma saponaceum var. saponaceum (Fr.) P. Kumm.
- Tricholoma saponaceum var. squamosum (Cooke) Rea
- Tricholoma saponaceum var. sulphurinum (Quél.) Rea
- Agaricus saponaceus Fr. 1818
- Agaricus saponaceus Fr. 1818 var. saponaceus
- Gyrophila saponacea (Fr.) Quél. 1886
- Gyrophila saponacea var. atrovirens (Pers.) Quél. 1886
- Gyrophila saponacea (Fr.) Quél. 1886 var. saponacea
- Tricholoma atrovirens (Pers.) Sacc. 1887
- Tricholoma saponaceum (Fr.) P. Kumm. 1871 f. saponaceum
- Tricholoma saponaceum var. atrovirens (Pers.) P. Karst. 1879
- Tricholoma saponaceum var. napipes (Krombh.) J.E. Lange 1890[2].

Nazwę polską zaproponował Władysław Wojewoda w 2003 r. W polskim piśmiennictwie mykologicznym miał też nazwę bedłka mydlana.

## Morfologia
Kapelusz
Średnica 5–10 cm, za młodu dzwonkowaty lub półkulisty, później płaskołukowaty, ale przez długi czas z podwiniętym brzegiem, w końcu staje się płaski i powyginany z wklęsłymi wnękami. Jest mięsisty, gładki i błyszczący, podczas suchej pogody ma popękaną skórkę, podczas wilgotnej jest lepki. Cechuje się ogromną zmiennością barw u poszczególnych osobników. Najczęściej skórka kapelusza jest szarozielona, ale może być od białej do czarnobrązowej. U ciemno zabarwionych okazów brzeg jest wyraźnie jaśniejszy. Wyróżnia się kilka znacznie różniących się ubarwieniem odmian.
Blaszki
Rozstawione szeroko, lekko zgrubione, ząbkowato wykrojone. Początkowo są białe, później żółtoszare, uszkodzone czernieją.
Trzon
Wysokość 6–10 cm, grubość 1–2,5 cm. Jest walcowaty lub wrzecionowaty, dołem zaostrzony, zazwyczaj gładki, goły lub łuskowaty, czasami z ochrowymi plamkami. Zabarwiony podobnie do kapelusza, lecz w jaśniejszym odcieniu.
Miąższ
Białawy, mięsisty, przy podstawie trzony czerwono nabiegły. Po pewnym czasie od zbioru czerwieniejący, o mydlanym zapachu i smaku (czasami) gorzkawo-mącznym.
Cechy mikroskopowe;
Wysyp zarodników biały. Zarodniki gładkie, nieamyloidalne, szerokoelipsoidalne, o rozmiarach 5-7.5 × 3–5 μm. Cystyd brak, na strzępkach występują sprzążki

## Występowanie i siedlisko
Gąska mydlana występuje na wszystkich kontynentach poza Antarktydą. W Polsce jest pospolita.
Pojawia się od września do listopada, w lasach iglastych i mieszanych. Czasami występuje gromadnie. Rośnie pod jodłami lub sosnami.

## Znaczenie
Grzyb mikoryzowy. Grzyb lekko trujący, niedogotowany lub spożyty w większych ilościach powoduje nudności i wymioty.

## Gatunki podobne
Gąska mydlana jest grzybem o bardzo zmiennym wyglądzie owocników, występuje w wielu odmianach, zawsze jednak ma mydlany zapach i czerwienieje (często te cechy ujawniają się dopiero po kilku godzinach). Podobna jest np. gąska niekształtna (Tricholoma portentosum), odróżniająca się jednak kapeluszem o odcieniu szarobrązowym, a nie zielonkawym. Od gołąbków różni się włóknistym i niełamliwym trzonem.